# Constantino Nicoláyevich de Rusia
El gran duque Constantino Nicoláyevich de Rusia (en ruso: Константин Николаевич; San Petersburgo, 21 de septiembre de 1827 - palacio Pávlovsk, 25 de enero de 1892) era el segundo hijo varón del zar Nicolás I de Rusia y de la zarina Carlota de Prusia (Alejandra Fiódorovna).

## Estudios
Sus padres estaban felices de tener un segundo hijo tras el alumbramiento de cuatro hijas. Nicolás I y su esposa se dedicaron el uno al otro y para sus hijos, proporcionándoles una excelente educación. Normalmente, los niños imperiales se mantenían bajo el control de las mujeres hasta que alcanzaban los siete años. Sin embargo, al cumplir los cinco, Constantino se había vuelto demasiado revoltoso y difícil para su gobernanta y su padre nombró a un tutor masculino para él. Nicolás I tenía la intención de que Constantino se convirtiese en Almirante General de la Flota Rusa, y con esto en mente decidió que Fiódor Litke fuese el tutor de su hijo. Litke, que había circumnavegado el mundo a la edad de veinte, era un valeroso y audaz hombre, sin temor de réplica o delito, y dotó a su alumno de estas cualidades. Entrenó al muchacho en ciencias navales y llenó su cabeza con cuentos de la mar, ganando la amistad del joven para toda la vida.
Los idiomas fueron una parte importante de la educación de Constantino. Aprendió ruso, inglés, alemán y francés. A medida que crecía, aumentaba su experiencia en las matemáticas, las ciencias, las estadísticas, y la administración pública. También recibió principios militares. Constantino disfrutaba de la música, aprendiendo a tocar el piano y el violoncelo. Le gustaba el dibujo y tenía un gran aprecio por las artes. Se convirtió en un entusiasta lector y su fascinación por Homero le llevó a traducir la Odisea del alemán.
En 1835, Constantino acompañó a sus padres a Alemania, a los ocho años de edad se le enseña a llevar un diario. A esta edad también se le dota de un pequeño yate, con el que puede navegar entre Peterhof y Kronstadt, pasando sus días en el mar y regresando a casa por la noche. En 1836, acompañado por Litke, se embarcó en una larga expedición de vela y, por último, se le dio el mando de la fragata Hércules, bajo la supervisión de Litke. Durante su formación, Constantino fue tratado como un cadete más, hasta el punto de que se le dispensó de su título de gran duque. Del mismo modo no se libraba de las guardias, ni siquiera por la noche, ni lluvia ni tormenta. A la edad de dieciséis se le promovió al rango de capitán y desempeñó el cargo de comandante en la fragata Ulises, visitando diferentes puertos a lo largo del golfo de Finlandia y embarcando una gira en el sur que incluyó el Mediterráneo.
El estímulo y la orientación de su tía, la gran duquesa Elena Pávlovna de Rusia, fue otra importante influencia en la educación de Constantino. Elena lo tomó bajo su amparo, ampliando su gusto en literatura y en música e instruyéndolo en las últimas ideas científicas. Ella era bien conocida por sus ideas liberales y ejerció una gran influencia en las opiniones políticas de su sobrino. En virtud de la influencia de Litke, Constantino comenzó sus incursiones en la vida oficial, teniendo el patrocinio de la nueva Sociedad Geográfica Imperial, subordinada al Ministerio del Interior, que acogía a un gran número de burócratas liberales, como por ejemplo Nikolái Miliutin.

## Matrimonio

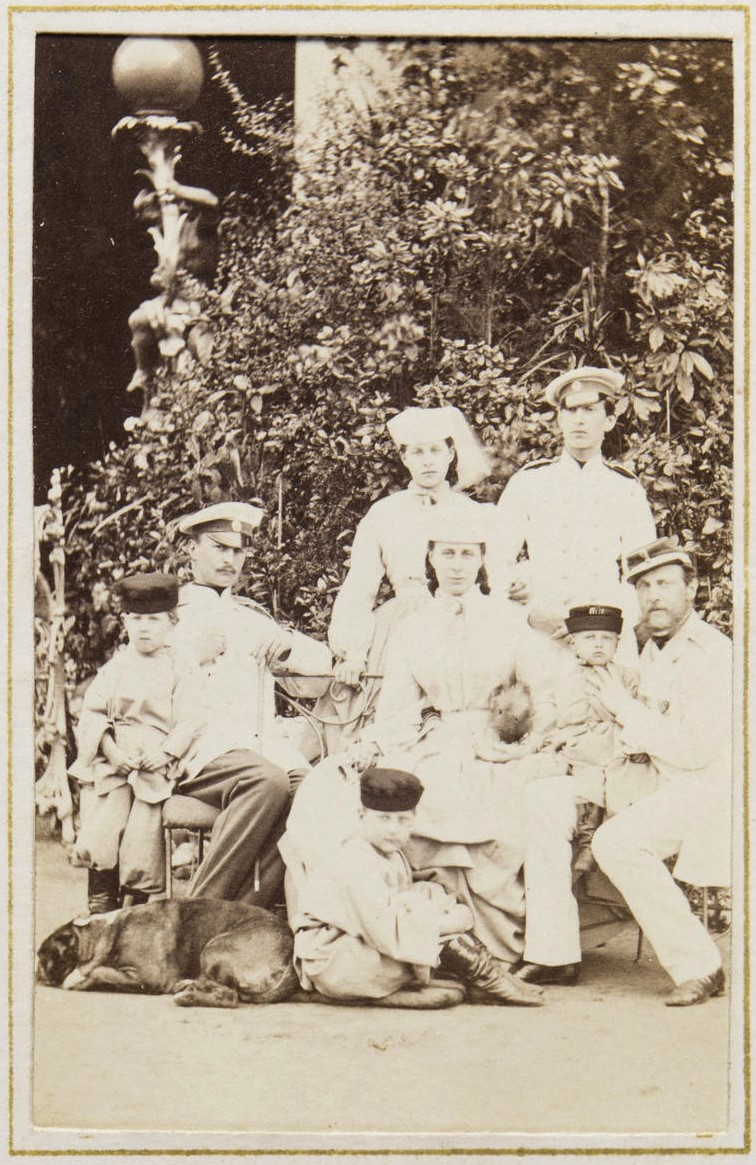
El gran duque Constantino Nikoláievich de Rusia con su familia (de izquierda a derecha): gran duque Dmitri Constantínovich; un caballero desconocido; en el suelo el gran duque Constantino Constantínovich; sentados la gran duquesa Alejandra y el gran duque Constantino Nikoláievich llevando en brazos al gran duque Viacheslav; y de pie tras ellos, la gran duquesa Olga Constantínovna y el gran duque Nicolás Constantínovich.

Los miembros masculinos de la familia Románov eran famosos por su buena apariencia y su altura, pero Constantino era más bien bajo y feo. Fue descrito por un observador: "Su tez era cetrina, el color de su pelo más bien neutral, y se asemeja a la arena de la orilla del mar. Sus ojos eran de color gris, de ensueño, y los cerraban una enorme nariz de madera parecida al esquema griego de su padre". Tenía una gran voz, impuesta por una personalidad y modales bruscos. Con un temperamento rápido, Constantino era un hombre difícil y, a menudo, desagradable. 
En 1846, la hermana de Constantino, la gran duquesa Olga, se casó con el príncipe heredero Carlos de Württemberg. Marchó con ella a Stuttgart, dirigiéndose después a Altenburgo, donde conoció a la princesa Alejandra de Sajonia-Altenburg. Sus padres habían organizado el encuentro pensando que Alejandra podría ser un buen partido para Constantino. Alejandra es sorprendentemente hermosa, alta y delgada y Constantino estuvo inmediatamente dispuesto a casarse con ella. "No sé lo que está sucediendo a mí. Es como si fuese una persona completamente nueva. Sólo un pensamiento me mueve, sólo una imagen llena mis ojos: siempre y sólo ella, mi ángel, mi universo. Realmente creo que estoy enamorado. Sin embargo, ¿qué puede decir?. Sólo hace unas pocas horas que la conozco y ya estoy hasta apasionado hasta las orejas".
Constantino tenía diecinueve años, tres más que Alejandra, teniendo que esperar dos años más para casarse. El 12 de octubre de 1847, ella llega a Rusia. En febrero se convierte a la fe ortodoxa rusa, tomando el nombre de Alejandra Iósifovna. Se casaron seis meses después, el 11 de septiembre de 1848 en el Palacio de Invierno. Ambos eran grandes melómanos: él tocaba el chelo y ella el piano. Formaron una buena pareja, y en los primeros años de su matrimonio, se dedicaron enteramente el uno al otro, llevando una feliz vida matrimonial. 
En los años siguientes tuvieron seis hijos. La pareja recibió el Palacio de Mármol en San Petersburgo como regalo de boda de sus padres, y el de Strelna, en el Golfo de Finlandia, como retiro de la capital. Un año después de su matrimonio Constantino heredó de su tío, el gran duque Miguel Pávlovich, el Palacio Pávlovsk, y a la muerte de su madre, el palacio de Oreanda, en Crimea.

## Carrera temprana
En 1849 como un joven oficial, Constantino tomó parte en una campaña de ayuda a los austríacos para sofocar un levantamiento en Hungría. Era su primer conflicto militar auténtico. Tomó parte en tres enfrentamientos peligrosos, que son objeto del fuego enemigo. Por su valentía recibió la Cruz de San Jorge. Durante esta campaña, escribió a su padre, que mantuvo que fueron los mejores informes que ha recibido. Un año más tarde, fue nombrado miembro del Consejo de Estado.
En 1853, el zar Nicolás I lo hizo Almirante General de la Armada Imperial y jefe del Departamento de la Armada Imperial. En esta posición, fue encargado de la reforma de la marina, que había permanecido sin cambio alguno desde la época de Pedro I el Grande. Gobernando esta arcaica flota, Constantino pudo ver la necesidad de reformas en ella, principalmente a través de la catástrofe de la guerra de Crimea. En medio del conflicto muere su padre, y Constantino aconsejó a su hermano, Alejandro II la búsqueda de la paz en una guerra ya perdida.
A principios de 1856, acompañó al zar a Crimea para ver de primera mano la devastación de la guerra. Tras estas primeras experiencias militares, Constantino comprendió el horror de la vida del ejército y la futilidad de la guerra. A partir de entonces, fue un hombre de paz, a pesar de su gran interés por la marina, y mantuvo un punto de vista político progresista. Existía una estrecha relación de trabajo entre los dos hermanos, lo que lo hizo inspirador de muchas reformas. Constantino también participó en una misión diplomática a Napoleón III de Francia.

## Reforma naval
Los planes para la reforma naval que Constantino llevó a cabo comenzaron en el inicio del reinado de su hermano. Visitó Inglaterra y Francia en 1857 para estudiar las marinas modernas. Se dio cuenta de que Rusia era una potencia militar inferior, y realizó esfuerzos concertados para modernizar la flota rusa. Bajo sus órdenes, las viejas fragatas de madera equipadas con cañones fueron reemplazadas por los nuevos buques de hierro y acero equipados con moderna artillería. A partir de 1857 supervisó la construcción de un amplio programa que transformaba completamente la Armada Imperial y la convertía de hecho en una superpotencia mundial. En virtud de sus planes, la flota del Báltico recibió 18 acorazados, doce fragatas, canon y 100 barcos, mientras que la flota del Pacífico se vio reforzada con doce nuevos buques blindados, nueve buques de transporte y cuatro fragatas. Solo la flota del Mar Negro fue descuidada, en gran medida debido a las restricciones a las que fue obligada Rusia tras la guerra de Crimea. Sin embargo, añadió diecinueve buques nuevos, el máximo permitido para el Imperio.
El espíritu de la reforma de Constantino tenía que hacer frente a un exceso de burocracia que obstaculizaba cada cambio. "Quiero carpinteros y marineros, no multitudes de empleados", dijo. Fue enérgico y decidido. Como impulsó la Armada, participó en la reforma de los colegios navales y militares, así como investigó a fondo la corrupción del ejército y revisó las leyes de la censura. Brusco, rápido e impetuoso ante cualquier persona que se opusiera a él, podía crear problemas que intimidaban a su más sensible hermano mayor.
Como es habitual en los reformadores, Constantino era a la vez alabado y despreciado. Un crítico lo llamó "el más inteligente y capaz de los hermanos de Alejandro II", pero declaró que era "demasiado egocéntrico para tener un verdadero interés en el bienestar de los demás". Sin embargo, la labor de la Constantino sería duradera en la Marina Imperial rusa. Bajo su mandato fue reconstruido y fortalecido, con nuevos blindados, buques de vapor que sustituyeron a las vieja fragatas de madera del reinado de su padre. Dejó a Rusia con el tercer mayor poder marítimo del mundo, una fuerza naval reconocida por su fuerza y temida por su fuerza disciplinado.

## Emancipación de los siervos
La reforma más importante de todas las que emprendió fue la emancipación de los siervos, una política impopular dentro de importantes sectores de la nobleza. Cuando la comisión encargada de ello mostró los problemas y dificultades, Alejandro II pidió a Constantino que se sumase a la comisión en septiembre de 1857. Mientras el zar no era un hombre seguro de sí mismo, su hermano menor se mostraba más enérgico y templado, y le traía sin cuidado lo que los otros pudieran pensar de él.
En 1858 el grupo central de la comisión de emancipación, que incluía a los miembros más progresistas, Constantino, Lanskói, Yakov Rostovtsev, Nikolay Milyutin y sus aliados, sustituyeron a la comisión original. Incluso entonces, el progreso seguía siendo lento, ya que varios miembros se opusieron a las maneras bruscas del gran duque.
Nadie en el comité se atrevía a discutir con Constantino, que utilizó todos los medios posibles para acabar con los frenos del progreso. Enfrentó al grupo de representantes, que quedó dividido entre reformistas dedicados a la promulgación inmediata de las reformas del emperador, y un grupo de representantes de la aristocracia conservadora que con vehemencia se opuso a la emancipación de los siervos. Constantino se mostraba particularmente altivo en las numerosas protestas de la aristocracia contra su plan. El puesto era difícil y las presiones que tuvo que soportar el gran duque. Sus enemigos respondieron ridiculizándolo y lanzando chismes venenosos: "Constantino", dijeron, "es demente, el resultado de un exceso de masturbación".
Aunque su hermano nunca dejó de apoyarlo, tras doce meses tormentosos, Constantino decidió que había tenido suficiente de "la innoble nobleza". Frustrado y desalentado, partió a un relajante crucero por el extranjero. Regresó a su cargo casi un año más tarde, refrescado por su ausencia. Los hermanos determinaron conjuntamente llegar a un resultado. Tras casi cinco años, se decretó un ukase que emancipaba a los siervos en 1861. Alejandro II agradeció públicamente a Constantino su contribución.

## Virrey de Polonia
En 1861, el sector ruso de Polonia, dividida desde el siglo anterior, fue perturbado en virtud de la ley marcial. Alejandro II necesitaba un hábil gobernador para la provincia y nombró a Constantino para este puesto. A principios de 1862, Constantino llegó a Varsovia como nuevo Naméstnik del Reino de Polonia. El 4 de julio de 1862, en su segundo día como Gobernador General, un aprendiz de sastre y nacionalista polaco llamado Jonza lo esperó a que saliera de un teatro de Varsovia y le disparó, la bala rozó al gran duque en el hombro, pero salió ileso de ello. Constantino describió el atentado como sigue: "Fui a la plaza, y un hombre se acercó a mí de entre la multitud. Llavaba una pistola y disparó. Corrí de vuelta al teatro, de lo contrario, habría muerto".
A pesar de que el zar le envió un telegrama donde le ordenaba regresar a San Petersburgo al momento, Constantino prefirió quedarse junto con su esposa la gran duquesa Alejandra, que lo apoyaba. Su agresor fue juzgado y ahorcado públicamente, y Constantino hizo un llamamiento a los ciudadanos de Varsovia para poner fin a la violencia. Después de este ataque, fue siempre acompañado por un contingente de cosacos dondequiera que iba.
En julio de 1862, la esposa de Constantino dio a luz al sexto y último hijo de la pareja en Varsovia. Como un cumplido a los polacos, se decidió dar a su hijo un nombre polaco, Vacslav; pero los rusos insistieron en que la forma rusificada, Viacheslav, debía utilizarse, como un compromiso a la nación. El segundo hijo de Alejandro II, el gran duque Alejandro, fue enviado a Varsovia a presentarse como padrino para el niño. El joven de diecisiete años, derramó una garrafa de vino tinto en la mesa, y Constantino, con sus modales bruscos, regañó a su sobrino diciendo "Mirad que cerdo nos han enviado desde San Petersburgo". El futuro Alejandro III nunca olvidará este insulto y para el resto de su vida tuvo gran rencor a su tío.
Constantino se solidarizó con los polacos y, haciendo caso omiso de los consejos de los generales de su hermano, acabó con la ley marcial y se embarcó en un programa de liberalización. El polaco fue restablecido como lengua oficial, las universidades se abrieron y se nombraron a polacos en puestos administrativos, recogiendo una distinguida corte de polacos y rusos en torno a él. Constantino hizo todo lo posible para apaciguar a los polacos, pero sus significativas reformas no eran suficientes para los nacionalistas polacos que querían alcanzar la independencia, y por la fuerza si era necesario.
Obedeciendo órdenes del emperador, Constantino reclutó forzosamente a algunos jóvenes polacos. La medida marca el estallido del denominado Levantamiento de Enero. La resistencia nacional se convirtió en rebelión general que se propagó hacia las nueve provincias polacas anteriormente conocidas como la región occidental rusa, dónde poderosos terratenientes y el clero católico estaban dispuestos a dar rienda suelta a su odio por la dominación rusa.
Intensos combates, protestas, huelgas, e incluso asesinatos políticos amenazaban con socavar los avances que Constantino había logrado tan arduamente. De esta manera, tuvo que declarar la ley marcial y reprimir severamente el levantamiento. Aunque hábil cuando se trataba de asuntos navales, el gran duque tenía poco habilidad para las luchas políticas, y ninguna para aplastar sin piedad las revueltas. En agosto de 1863, pidió al emperador que lo eximiera del puesto de virrey, y Alejandro II, consciente de cómo había atormentado a su hermano la situación en Varsovia, aceptó su dimisión. La insurrección finalmente fue aplastada en mayo de 1864, cuando el más conservador conde Theodore Berg fue enviado a sustituir a Constantino como virrey.

## Presidente del Consejo de Estado
De regreso en San Petersburgo, Constantino dedicó toda su atención a la Armada. Pasó siete años reformando el Departamento Naval, modificando las leyes y los cursos de capacitación de los reclutas, y logró con éxito transformar las sombrías condiciones a bordo de los buques. El castigo corporal fue abolido en 1863 y el sistema tradicional de reclutamiento naval fue drásticamente alterado.
Alejandro II, que apreciaba la labor de su hermano, lo nombró Presidente del Comité Judicial, que presidía durante largos períodos de sesiones, y recomendó medidas revolucionarias para armonizar las leyes del Imperio Ruso en línea con el resto de países de vanguardia. En reconocimiento a sus servicios, Alejandro II lo nombró Presidente del Consejo de Ministros en 1865, cargo que ocuparía durante dieciséis años. Aunque carecía de tacto, siempre tuvo el apoyo del zar y defendió la opinión del Consejo. Esto también le hizo muchos enemigos.
Constantino presidió además muchas instituciones rusas; fue Presidente de la Comisión Geográfica de Rusia y presidente de varias instituciones educativas, incluida la Sociedad Musical Rusa. Fue un promotor de la causa eslava, que vio el futuro de Rusia en oriente, aunque veía a Alaska como una carga para el Imperio. Fue de suma importancia al persuadir a su hermano para venderla a los Estados Unidos en 1867.

## Crisis familiar
Constantino fue un padre cariñoso. En 1867, su hija mayor, Olga, se casó con el rey Jorge I de Grecia, cuando solo tenía dieciséis años, por lo que Constantino se mostró inicialmente reacio a dar su consentimiento. En julio de 1868, nace el primer hijo de Olga, que fue llamado Constantino I de Grecia Constantino por su abuelo. La marcha de su hija de la familia coincidió con la ruptura del matrimonio de Constantino.
Aunque solo tenía cuarenta, las luchas y servicios de la década anterior -las reformas navales y del poder judicial, la liberación de los siervos- le habían añadido años prematuramente. Como Alejandro II se apartó de las reformas que habían marcado su primera década en el trono, la influencia de Constantino comenzó a menguar y empezó a centrarse más en su vida personal. Tras veinte años de matrimonio se había alejado de su esposa y sus distintos puntos de vista políticos y de intereses minaron lentamente las bases de su matrimonio. Alejandra Iósifovna era tan conservadora como liberal era su marido y estaba absorbida por su propia belleza y su misticismo. Pronto, Constantino buscó otros lugares para su propia comodidad.
A finales de la década de 1860, Constantino mantuvo una aventura, de la que tuvo una hija ilegítima, Marie Condousso. En la década de 1880, Marie fue enviada a Grecia para ejercer de dama de compañía de su media hermana, la reina Olga. Marie finalmente se casó con un banquero griego. Poco después del nacimiento de Marie, Constantino comenzó un nuevo enlace con una joven bailarina del Teatro Mariinski, llamada Anna Kuznetsova Anna Vasílievna Kuznetsova (1847—1922). Ella era la hija ilegítima de la bailarina Tatiana Kuznetsova Tatiana Markiánovna Kuznetsova y del actor Vasily Karatygin Vasili Andréievich Karatyguin. Anna era veinte años más joven que Constantino y, aunque inicialmente se resistiera a su admirador, en 1873 dio a luz a su primer hijo, tras el que vendrían cuatro más.
Constantino compró para su segunda familia una gran y cómoda finca cerca de Pávlovsk, para tener a su amante y a sus hijos ilegítimos a corta distancia. Separado ahora de su esposa, se refiere a ella como su "esposa legal". Una vez más, Constantino dio motivos a sus enemigos y a la sociedad, que se escandalizaron de su conducta y por el sufrimiento de su esposa, que intentaba llevar la infidelidad con dignidad. 
En 1874, estalló el escándalo cuando se descubrió que el hijo mayor de Constantino, el gran duque Nicolás Constantínovich, que había vivido una vida disipada y de ideas revolucionarias, había robado tres valiosos diamantes de un icono en el dormitorio de Alejandra Iósifovna en complicidad con su amante, una cortesana americana. A sus veinticuatro años de edad, fue declarado culpable, declarado demente y desterrado de por vida a Asia Central. Constantino sufrió otro duro golpe cuando en 1879, su hijo pequeño, Viacheslav, murió inesperadamente de un derrame cerebral.

## Retiro
Desde 1865, Constantino había impulsado la elaboración de una constitución para Rusia. Como Presidente del Consejo de Estado, ayudó a preparar la propuesta de una asamblea electiva limitada que Alejandro II debía haber aprobado el mismo día en que fue asesinado. Constantino y sus compañeros reformistas esperaron unos meses hasta la ascensión al trono del nuevo Zar. Alejandro III destruyó el documento y, como nunca había querido a su tío, al que consideraba un "liberal", le pidió que renunciara a sus cargos. Constantino se negó a renunciar, alegando que su padre le había encomendado el servir tanto a su difunto hermano como a sus sucesores. En calidad de presidente del Consejo de Estado y, como el Almirante General de la Armada Imperial, servía al zar con la misma fe y energía. Al hacerlo, cumplía con los últimos deseos de su padre. Ésta no era la respuesta que Alejandro III había previsto y la segunda vez que mandó llamar a su tío no se lo sugirió, sino que lo exigió. Tras dieciséis años como presidente del Consejo de Ministros, Constantino fue despojado de su oficina y se le reemplazó por su hermano, el más flexible, gran duque Miguel Nikoláyevich de Rusia Miguel Nikoláyevich; Alejandro III también lo sustituyó en su cargo de jefe del Departamento Naval, que entregó a su propio hermano, el gran duque Alejo Alexandrovich de Rusia Alekséi Aleksándrovich. Constantino ya no era bienvenido en la corte.
La dimisión redujo en gran medida al todavía vibrante y enérgico Constantino, dejándolo a la deriva, sin ningún tipo de papel adecuado. Fue un entusiasta jugador de ajedrez y sus jugadas fueron publicadas en revistas internacionales, pero que no era una sustitución adecuada para alguien que había alcanzado la posición de centro de los asuntos políticos rusos. Pasaba cada vez más tiempo con su segunda familia, lo que humillaba aún más a su esposa. Sin nada que hacer, se retiró a Pávlovsk (San Petersburgo)Pávlovsk, y pasó la mayor parte de su tiempo en el extranjero o en su finca de Crimea, Oreanda. En agosto de 1881, un incendio destruyó completamente Oreanda, que nunca fue reconstruido y el gran duque vivió desde entonces en un pabellón de madera. La tragedia le golpeó de nuevo mientras residía allí. En abril de 1885, sus dos hijos ilegítimos murieron de escarlatina. De los cinco hijos que Constantino tuvo con Kuznetsova, solo las dos hijas, Marina y Anna, sobrevivieron; hijas a las cuales adoraba. También mantuvo una relación especialmente estrecha con su hija mayor, Olga, a quien visitó en Grecia en 1883. Su nieto, el príncipe Cristóbal de Grecia lo recordaba por su fuerte y potente voz, que Constantino utilizaba para el servicio y en presencia de invitados.

## Últimos años
En 1886, Constantino se enfureció cuando Alejandro III restringió el título de gran duque solo a los hijos y nietos de los emperadores, ya que esto significa que los nietos de Constantino no serían más que príncipes (título menor en Rusia), pero había poco que hacer. Había sido rechazado por la sociedad y Alejandro III solo llamó a su tío a la corte para la boda de la nieta mayor de Constantino, Alejandra de Grecia con su sobrino, el gran duque Pablo Románov Pablo Aleksándrovich de Rusia.
A principios de agosto de 1889, Constantino sufrió un grave accidente cerebral que le dejó paralizadas sus piernas y que le impedía hablar. La pérdida de su salud golpeó fuertemente la anterior dureza de Constantino. Como un inválido, dependía desde entonces del cuidado de sus sirvientes, y era confinado a una silla de ruedas. Constantino fue atendido por su esposa, que obtuvo así una especie de venganza por sus infidelidades y humillaciones pasadas. Alejandra Iósifovna no expulsó a Anna Kuznetzova ni a sus hijos de la casa vecina que Constantino les había cedido, pero se aseguró que nunca se acercaran a Constantino.
Constantino intentó en vano convencer a sus sirvientes para llevarlo a ver a su segunda familia, pero ellos estaban bajo órdenes estrictas de no hacerlo y fingían no entender sus deseos. Un día fue llevado a la otra casa por un sirviente, al que su esposa agarró del pelo y golpeó con un palo antes de que nadie pudiera intervenir.
Solo poco antes de que muriera, su esposa invita a su amante y sus dos hijas a verle por una última vez.

## Hijos
- Nicolás Constantínovich (1850-1918).
- Olga Constantínovna (1851-1926).
- Vera Constantínovna (1854-1912).
- Constantino Constantínovich (1858-1915).
- Demetrio Constantínovich (1860-1919).
- Venceslao Constantínovich (1862-1879).

De una aventura pasajera a finales de la década de 1860, 
- Marie Condousso. En la década de 1880, María fue enviada a Grecia para ejercer de dama de compañía de su hermana de padre, la reina Olga y allí se casó con un banquero griego.

A los cinco hijos ilegítimos que Constantino tuvo con Anna Kuznetsova (1847-1922) llevaron el apellido Kniázev (de kniaz, príncipe en ruso; mientras Constantín-ovich/ovna es el patrónimo que significa hijo/a de Constantín):
- Sergio Constantínovich Kniázev (1873).
- Marina Constantínovna Kniázeva (1875-1941).
- Anna Constantínovna Kniázeva (1878-1920).
- Ismael Constantínovich Kniázev (1879-1885).
- León Constantínovich Kniázev (1883-1885).

## Títulos y tratamientos
Esta tabla aún no está actualizada. Puedes contribuir aportando información sobre títulos y tratamientos de esta persona.

## Distinciones honoríficas
- Caballero de la Suprema Orden de la Santísima Anunciación ( Reino de Italia).
- Caballero de la Orden militar de María Teresa.[1] ( Imperio austríaco, 1849)
- Caballero gran cruz de justicia de la Sagrada Orden Militar Constantiniana de San Jorge ( Reino de las Dos Sicilias, 1852).[2]
- Caballero gran cruz de la Orden del Mérito bajo el título de San Luis.[3] ( Ducado de Parma, 1852).
- Caballero de la Orden del Águila Blanca ( Imperio ruso).
- Caballero de la Orden de San Huberto. ( Reino de Baviera, 1849)[4]

## Ancestros
| \| \| \| \| \| \| \| \| \| \| \| \| \| \| \| \| \| \| \| \| 16. Carlos Federico de Holstein-Gottorp \| \| \| \| \| \| \| \| \| \| \| \| \| \| \| \| \| \| \| \| \| \| \| \| \| \| \| \| \| \| \| \| \| \| \| \| \| \| \| \| \| \| \| \| \| \| \| \| \| \| \| \| \| \| 8. Pedro III de Rusia \| \| \| \| \| \| \| \| \| \| \| \| \| \| \| \| \| \| \| \| \| \| \| \| \| \| \| \| \| \| \| \| \| \| \| \| \| \| \| \| \| \| \| \| \| \| \| \| \| \| \| \| \| \| 17. Ana Petrovna Románova \| \| \| \| \| \| \| \| \| \| \| \| \| \| \| \| \| \| \| \| \| \| \| \| \| \| \| \| \| \| \| \| \| \| \| \| \| \| \| \| \| \| \| \| \| \| \| \| \| \| \| \| \| \| 4. Pablo I de Rusia \| \| \| \| \| \| \| \| \| \| \| \| \| \| \| \| \| \| \| \| \| \| \| \| \| \| \| \| \| \| \| \| \| \| \| \| \| \| \| \| \| \| \| \| \| \| \| \| \| \| \| \| \| \| 18. Cristián Augusto de Anhalt-Zerbst \| \| \| \| \| \| \| \| \| \| \| \| \| \| \| \| \| \| \| \| \| \| \| \| \| \| \| \| \| \| \| \| \| \| \| \| \| \| \| \| \| \| \| \| \| \| \| \| \| \| \| \| \| \| 9. Catalina II de Rusia \| \| \| \| \| \| \| \| \| \| \| \| \| \| \| \| \| \| \| \| \| \| \| \| \| \| \| \| \| \| \| \| \| \| \| \| \| \| \| \| \| \| \| \| \| \| \| \| \| \| \| \| \| \| 19. Juana Isabel de Schleswig-Holstein-Gottorp \| \| \| \| \| \| \| \| \| \| \| \| \| \| \| \| \| \| \| \| \| \| \| \| \| \| \| \| \| \| \| \| \| \| \| \| \| \| \| \| \| \| \| \| \| \| \| \| \| \| \| \| \| \| 2. Nicolás I de Rusia \| \| \| \| \| \| \| \| \| \| \| \| \| \| \| \| \| \| \| \| \| \| \| \| \| \| \| \| \| \| \| \| \| \| \| \| \| \| \| \| \| \| \| \| \| \| \| \| \| \| \| \| \| \| 20. Carlos I Alejandro de Württemberg \| \| \| \| \| \| \| \| \| \| \| \| \| \| \| \| \| \| \| \| \| \| \| \| \| \| \| \| \| \| \| \| \| \| \| \| \| \| \| \| \| \| \| \| \| \| \| \| \| \| \| \| \| \| 10. Federico II Eugenio de Wurtemberg \| \| \| \| \| \| \| \| \| \| \| \| \| \| \| \| \| \| \| \| \| \| \| \| \| \| \| \| \| \| \| \| \| \| \| \| \| \| \| \| \| \| \| \| \| \| \| \| \| \| \| \| \| \| 21. María Augusta de Thurn y Taxis \| \| \| \| \| \| \| \| \| \| \| \| \| \| \| \| \| \| \| \| \| \| \| \| \| \| \| \| \| \| \| \| \| \| \| \| \| \| \| \| \| \| \| \| \| \| \| \| \| \| \| \| \| \| 5. Sofía Dorotea de Wurtemberg \| \| \| \| \| \| \| \| \| \| \| \| \| \| \| \| \| \| \| \| \| \| \| \| \| \| \| \| \| \| \| \| \| \| \| \| \| \| \| \| \| \| \| \| \| \| \| \| \| \| \| \| \| \| 22. Federico Guillermo de Brandeburgo-Schwedt \| \| \| \| \| \| \| \| \| \| \| \| \| \| \| \| \| \| \| \| \| \| \| \| \| \| \| \| \| \| \| \| \| \| \| \| \| \| \| \| \| \| \| \| \| \| \| \| \| \| \| \| \| \| 11. Federica de Brandeburgo-Schwedt \| \| \| \| \| \| \| \| \| \| \| \| \| \| \| \| \| \| \| \| \| \| \| \| \| \| \| \| \| \| \| \| \| \| \| \| \| \| \| \| \| \| \| \| \| \| \| \| \| \| \| \| \| \| 23. Sofía Dorotea de Prusia \| \| \| \| \| \| \| \| \| \| \| \| \| \| \| \| \| \| \| \| \| \| \| \| \| \| \| \| \| \| \| \| \| \| \| \| \| \| \| \| \| \| \| \| \| \| \| \| \| \| \| \| \| \| 1. Constantino Nikoláyevich de Rusia \| \| \| \| \| \| \| \| \| \| \| \| \| \| \| \| \| \| \| \| \| \| \| \| \| \| \| \| \| \| \| \| \| \| \| \| \| \| \| \| \| \| \| \| \| \| \| \| \| \| \| \| \| \| 24. Augusto Guillermo de Prusia \| \| \| \| \| \| \| \| \| \| \| \| \| \| \| \| \| \| \| \| \| \| \| \| \| \| \| \| \| \| \| \| \| \| \| \| \| \| \| \| \| \| \| \| \| \| \| \| \| \| \| \| \| \| 12. Federico Guillermo II de Prusia \| \| \| \| \| \| \| \| \| \| \| \| \| \| \| \| \| \| \| \| \| \| \| \| \| \| \| \| \| \| \| \| \| \| \| \| \| \| \| \| \| \| \| \| \| \| \| \| \| \| \| \| \| \| 25. Luisa Amalia de Brunswick-Lüneburg \| \| \| \| \| \| \| \| \| \| \| \| \| \| \| \| \| \| \| \| \| \| \| \| \| \| \| \| \| \| \| \| \| \| \| \| \| \| \| \| \| \| \| \| \| \| \| \| \| \| \| \| \| \| 6. Federico Guillermo III de Prusia. \| \| \| \| \| \| \| \| \| \| \| \| \| \| \| \| \| \| \| \| \| \| \| \| \| \| \| \| \| \| \| \| \| \| \| \| \| \| \| \| \| \| \| \| \| \| \| \| \| \| \| \| \| \| 26. Luis IX de Hesse-Darmstadt \| \| \| \| \| \| \| \| \| \| \| \| \| \| \| \| \| \| \| \| \| \| \| \| \| \| \| \| \| \| \| \| \| \| \| \| \| \| \| \| \| \| \| \| \| \| \| \| \| \| \| \| \| \| 13. Federica Luisa de Hesse-Darmstadt \| \| \| \| \| \| \| \| \| \| \| \| \| \| \| \| \| \| \| \| \| \| \| \| \| \| \| \| \| \| \| \| \| \| \| \| \| \| \| \| \| \| \| \| \| \| \| \| \| \| \| \| \| \| 27. Carolina de Zweibrucken-Birkenfeld \| \| \| \| \| \| \| \| \| \| \| \| \| \| \| \| \| \| \| \| \| \| \| \| \| \| \| \| \| \| \| \| \| \| \| \| \| \| \| \| \| \| \| \| \| \| \| \| \| \| \| \| \| \| 3. Carlota de Prusia \| \| \| \| \| \| \| \| \| \| \| \| \| \| \| \| \| \| \| \| \| \| \| \| \| \| \| \| \| \| \| \| \| \| \| \| \| \| \| \| \| \| \| \| \| \| \| \| \| \| \| \| \| \| 28. Carlos Luis de Mecklemburgo-Strelitz \| \| \| \| \| \| \| \| \| \| \| \| \| \| \| \| \| \| \| \| \| \| \| \| \| \| \| \| \| \| \| \| \| \| \| \| \| \| \| \| \| \| \| \| \| \| \| \| \| \| \| \| \| \| 14. Carlos II de Mecklemburgo-Strelitz \| \| \| \| \| \| \| \| \| \| \| \| \| \| \| \| \| \| \| \| \| \| \| \| \| \| \| \| \| \| \| \| \| \| \| \| \| \| \| \| \| \| \| \| \| \| \| \| \| \| \| \| \| \| 29. Isabel Albertina de Sajonia-Hildburghausen \| \| \| \| \| \| \| \| \| \| \| \| \| \| \| \| \| \| \| \| \| \| \| \| \| \| \| \| \| \| \| \| \| \| \| \| \| \| \| \| \| \| \| \| \| \| \| \| \| \| \| \| \| \| 7. Luisa de Mecklemburgo-Strelitz \| \| \| \| \| \| \| \| \| \| \| \| \| \| \| \| \| \| \| \| \| \| \| \| \| \| \| \| \| \| \| \| \| \| \| \| \| \| \| \| \| \| \| \| \| \| \| \| \| \| \| \| \| \| 30. Jorge Guillermo de Hesse-Darmstadt \| \| \| \| \| \| \| \| \| \| \| \| \| \| \| \| \| \| \| \| \| \| \| \| \| \| \| \| \| \| \| \| \| \| \| \| \| \| \| \| \| \| \| \| \| \| \| \| \| \| \| \| \| \| 15. Federica de Hesse-Darmstadt \| \| \| \| \| \| \| \| \| \| \| \| \| \| \| \| \| \| \| \| \| \| \| \| \| \| \| \| \| \| \| \| \| \| \| \| \| \| \| \| \| \| \| \| \| \| \| \| \| \| \| \| \| \| 31. María Luisa Albertina de Leiningen-Falkenburg-Dagsburg \| \| \| \| \| \| \| \| \| \| \| \| \| \| \| \| \| \| \| \| \| \| \| \| \| \| \| \| \| \| \| \| \| \| \| \| \| \| \| \| \| \| \| \| \| \| \| \| \| \| \| \| |                                                            |  |  |  |  |  |  |  |  |  |  |  |  |  |  |  |
| |                                                            |  |  |  |  |  |  |  |  |  |  |  |  |  |  |  |
| | 16. Carlos Federico de Holstein-Gottorp                    |  |  |  |  |  |  |  |  |  |  |  |  |  |  |  |
| |                                                            |  |  |  |  |  |  |  |  |  |  |  |  |  |  |  |
| |                                                            |  |  |  |  |  |  |  |  |  |  |  |  |  |  |  |
| | 8. Pedro III de Rusia                                      |  |  |  |  |  |  |  |  |  |  |  |  |  |  |  |
| |                                                            |  |  |  |  |  |  |  |  |  |  |  |  |  |  |  |
| |                                                            |  |  |  |  |  |  |  |  |  |  |  |  |  |  |  |
| | 17. Ana Petrovna Románova                                  |  |  |  |  |  |  |  |  |  |  |  |  |  |  |  |
| |                                                            |  |  |  |  |  |  |  |  |  |  |  |  |  |  |  |
| |                                                            |  |  |  |  |  |  |  |  |  |  |  |  |  |  |  |
| | 4. Pablo I de Rusia                                        |  |  |  |  |  |  |  |  |  |  |  |  |  |  |  |
| |                                                            |  |  |  |  |  |  |  |  |  |  |  |  |  |  |  |
| |                                                            |  |  |  |  |  |  |  |  |  |  |  |  |  |  |  |
| | 18. Cristián Augusto de Anhalt-Zerbst                      |  |  |  |  |  |  |  |  |  |  |  |  |  |  |  |
| |                                                            |  |  |  |  |  |  |  |  |  |  |  |  |  |  |  |
| |                                                            |  |  |  |  |  |  |  |  |  |  |  |  |  |  |  |
| | 9. Catalina II de Rusia                                    |  |  |  |  |  |  |  |  |  |  |  |  |  |  |  |
| |                                                            |  |  |  |  |  |  |  |  |  |  |  |  |  |  |  |
| |                                                            |  |  |  |  |  |  |  |  |  |  |  |  |  |  |  |
| | 19. Juana Isabel de Schleswig-Holstein-Gottorp             |  |  |  |  |  |  |  |  |  |  |  |  |  |  |  |
| |                                                            |  |  |  |  |  |  |  |  |  |  |  |  |  |  |  |
| |                                                            |  |  |  |  |  |  |  |  |  |  |  |  |  |  |  |
| | 2. Nicolás I de Rusia                                      |  |  |  |  |  |  |  |  |  |  |  |  |  |  |  |
| |                                                            |  |  |  |  |  |  |  |  |  |  |  |  |  |  |  |
| |                                                            |  |  |  |  |  |  |  |  |  |  |  |  |  |  |  |
| | 20. Carlos I Alejandro de Württemberg                      |  |  |  |  |  |  |  |  |  |  |  |  |  |  |  |
| |                                                            |  |  |  |  |  |  |  |  |  |  |  |  |  |  |  |
| |                                                            |  |  |  |  |  |  |  |  |  |  |  |  |  |  |  |
| | 10. Federico II Eugenio de Wurtemberg                      |  |  |  |  |  |  |  |  |  |  |  |  |  |  |  |
| |                                                            |  |  |  |  |  |  |  |  |  |  |  |  |  |  |  |
| |                                                            |  |  |  |  |  |  |  |  |  |  |  |  |  |  |  |
| | 21. María Augusta de Thurn y Taxis                         |  |  |  |  |  |  |  |  |  |  |  |  |  |  |  |
| |                                                            |  |  |  |  |  |  |  |  |  |  |  |  |  |  |  |
| |                                                            |  |  |  |  |  |  |  |  |  |  |  |  |  |  |  |
| | 5. Sofía Dorotea de Wurtemberg                             |  |  |  |  |  |  |  |  |  |  |  |  |  |  |  |
| |                                                            |  |  |  |  |  |  |  |  |  |  |  |  |  |  |  |
| |                                                            |  |  |  |  |  |  |  |  |  |  |  |  |  |  |  |
| | 22. Federico Guillermo de Brandeburgo-Schwedt              |  |  |  |  |  |  |  |  |  |  |  |  |  |  |  |
| |                                                            |  |  |  |  |  |  |  |  |  |  |  |  |  |  |  |
| |                                                            |  |  |  |  |  |  |  |  |  |  |  |  |  |  |  |
| | 11. Federica de Brandeburgo-Schwedt                        |  |  |  |  |  |  |  |  |  |  |  |  |  |  |  |
| |                                                            |  |  |  |  |  |  |  |  |  |  |  |  |  |  |  |
| |                                                            |  |  |  |  |  |  |  |  |  |  |  |  |  |  |  |
| | 23. Sofía Dorotea de Prusia                                |  |  |  |  |  |  |  |  |  |  |  |  |  |  |  |
| |                                                            |  |  |  |  |  |  |  |  |  |  |  |  |  |  |  |
| |                                                            |  |  |  |  |  |  |  |  |  |  |  |  |  |  |  |
| | 1. Constantino Nikoláyevich de Rusia                       |  |  |  |  |  |  |  |  |  |  |  |  |  |  |  |
| |                                                            |  |  |  |  |  |  |  |  |  |  |  |  |  |  |  |
| |                                                            |  |  |  |  |  |  |  |  |  |  |  |  |  |  |  |
| | 24. Augusto Guillermo de Prusia                            |  |  |  |  |  |  |  |  |  |  |  |  |  |  |  |
| |                                                            |  |  |  |  |  |  |  |  |  |  |  |  |  |  |  |
| |                                                            |  |  |  |  |  |  |  |  |  |  |  |  |  |  |  |
| | 12. Federico Guillermo II de Prusia                        |  |  |  |  |  |  |  |  |  |  |  |  |  |  |  |
| |                                                            |  |  |  |  |  |  |  |  |  |  |  |  |  |  |  |
| |                                                            |  |  |  |  |  |  |  |  |  |  |  |  |  |  |  |
| | 25. Luisa Amalia de Brunswick-Lüneburg                     |  |  |  |  |  |  |  |  |  |  |  |  |  |  |  |
| |                                                            |  |  |  |  |  |  |  |  |  |  |  |  |  |  |  |
| |                                                            |  |  |  |  |  |  |  |  |  |  |  |  |  |  |  |
| | 6. Federico Guillermo III de Prusia.                       |  |  |  |  |  |  |  |  |  |  |  |  |  |  |  |
| |                                                            |  |  |  |  |  |  |  |  |  |  |  |  |  |  |  |
| |                                                            |  |  |  |  |  |  |  |  |  |  |  |  |  |  |  |
| | 26. Luis IX de Hesse-Darmstadt                             |  |  |  |  |  |  |  |  |  |  |  |  |  |  |  |
| |                                                            |  |  |  |  |  |  |  |  |  |  |  |  |  |  |  |
| |                                                            |  |  |  |  |  |  |  |  |  |  |  |  |  |  |  |
| | 13. Federica Luisa de Hesse-Darmstadt                      |  |  |  |  |  |  |  |  |  |  |  |  |  |  |  |
| |                                                            |  |  |  |  |  |  |  |  |  |  |  |  |  |  |  |
| |                                                            |  |  |  |  |  |  |  |  |  |  |  |  |  |  |  |
| | 27. Carolina de Zweibrucken-Birkenfeld                     |  |  |  |  |  |  |  |  |  |  |  |  |  |  |  |
| |                                                            |  |  |  |  |  |  |  |  |  |  |  |  |  |  |  |
| |                                                            |  |  |  |  |  |  |  |  |  |  |  |  |  |  |  |
| | 3. Carlota de Prusia                                       |  |  |  |  |  |  |  |  |  |  |  |  |  |  |  |
| |                                                            |  |  |  |  |  |  |  |  |  |  |  |  |  |  |  |
| |                                                            |  |  |  |  |  |  |  |  |  |  |  |  |  |  |  |
| | 28. Carlos Luis de Mecklemburgo-Strelitz                   |  |  |  |  |  |  |  |  |  |  |  |  |  |  |  |
| |                                                            |  |  |  |  |  |  |  |  |  |  |  |  |  |  |  |
| |                                                            |  |  |  |  |  |  |  |  |  |  |  |  |  |  |  |
| | 14. Carlos II de Mecklemburgo-Strelitz                     |  |  |  |  |  |  |  |  |  |  |  |  |  |  |  |
| |                                                            |  |  |  |  |  |  |  |  |  |  |  |  |  |  |  |
| |                                                            |  |  |  |  |  |  |  |  |  |  |  |  |  |  |  |
| | 29. Isabel Albertina de Sajonia-Hildburghausen             |  |  |  |  |  |  |  |  |  |  |  |  |  |  |  |
| |                                                            |  |  |  |  |  |  |  |  |  |  |  |  |  |  |  |
| |                                                            |  |  |  |  |  |  |  |  |  |  |  |  |  |  |  |
| | 7. Luisa de Mecklemburgo-Strelitz                          |  |  |  |  |  |  |  |  |  |  |  |  |  |  |  |
| |                                                            |  |  |  |  |  |  |  |  |  |  |  |  |  |  |  |
| |                                                            |  |  |  |  |  |  |  |  |  |  |  |  |  |  |  |
| | 30. Jorge Guillermo de Hesse-Darmstadt                     |  |  |  |  |  |  |  |  |  |  |  |  |  |  |  |
| |                                                            |  |  |  |  |  |  |  |  |  |  |  |  |  |  |  |
| |                                                            |  |  |  |  |  |  |  |  |  |  |  |  |  |  |  |
| | 15. Federica de Hesse-Darmstadt                            |  |  |  |  |  |  |  |  |  |  |  |  |  |  |  |
| |                                                            |  |  |  |  |  |  |  |  |  |  |  |  |  |  |  |
| |                                                            |  |  |  |  |  |  |  |  |  |  |  |  |  |  |  |
| | 31. María Luisa Albertina de Leiningen-Falkenburg-Dagsburg |  |  |  |  |  |  |  |  |  |  |  |  |  |  |  |
| |                                                            |  |  |  |  |  |  |  |  |  |  |  |  |  |  |  |
| |                                                            |  |  |  |  |  |  |  |  |  |  |  |  |  |  |  |